# Eumenes quadratus
Eumenes quadratus (лат.) — вид одиночных ос рода Eumenes из семейства Vespidae.

## Распространение
Южная, Восточная и Юго-Восточная Азия.

## Описание
Чёрные осы с желтоватыми отметинами и тонким длинным стебельком брюшка (петиоль). Длина около 1 см. Первый тергит T1 длинный, дорсально треугольный, более чем в 4 раза длиннее своей ширины, базальные половины боковых сторон субпараллельны. Латеральные края проподеума круглые. Средние голени с одной вершинной шпорой. Вид был впервые описан в 1852 году британским энтомологом Фредериком Смитом.